# Москевце
Москевце (пол. Moskiewce) — село в Польщі, у гміні Орля Більського повіту Підляського воєводства.
Населення — 46 осіб (2011).
У 1975-1998 роках село належало до Білостоцького воєводства.

## Демографія
Демографічна структура станом на 31 березня 2011 року:
|          | Загалом | Допрацездатний вік | Працездатний вік | Постпрацездатний вік |
| -------- | ------- | ------------------ | ---------------- | -------------------- |
| Чоловіки | 21      | 0                  | 7                | 14                   |
| Жінки    | 25      | 0                  | 4                | 21                   |
| Разом    | 46      | 0                  | 11               | 35                   |